# Melolontha excisicauda
Melolontha excisicauda är en skalbaggsart som beskrevs av Vladimir Balthasar 1936. Melolontha excisicauda ingår i släktet Melolontha och familjen Melolonthidae. Inga underarter finns listade i Catalogue of Life.